# Баттікалоа (округ)
Баттікалоа (синг. මඩකලපුව දිස්ත්රික්කය, там. மட்டக்களப்பு மாவட்டம) — один з 25 округів Шрі-Ланки. Входить до складу Східній провінції країни. Адміністративний центр — місто Баттікалоа.
Площа округу становить 2854 км². В адміністративному відношенні поділяється на 14 підрозділів. У квітні 1961 року з південної частини округу Баттікалоа був створений новий округ — Ампара.

## Історія
Першими жителями цієї місцевості були дравідійські племена, що говорили давньотамільською мовою. Приблизно в 700 р. до н. е. тут виникла перша держава на чолі з королем Кутіканом. В I ст. н. е. на землі Баттікалоа з Тамілнада (тоді — держава Пандья) прибутку муккувар — тамільська каста рибалок. Вони почали створювати села і укріплені поселення вздовж берега та брали участь у військових конфліктах. На початку II ст. н. е. королівство було захоплено Карікалою Чола з династії ранніх правителів імперії Чола (період Сангам). В XII ст. східне узбережжя Шрі-Ланки піддалося нападу з боку держави Калінга, основу армії яких складали найманці з південної Індії і які пізніше заснували королівство Джафна.
На початку XVII ст. голландська експедиція, вирушила з Кейп-Коморіна в Ґалле та продовжила хід навколо південного краю острова і 31 травня 1602 року висадилася в Баттікалоа. Вони виявили, що в цих місцях є плантації, на яких можливо вирощувати корицю, перець і кокосові горіхи, проте ці землі належали місцевому правителю. На території сучасного міста Баттікалоа в 1622 році португальці заснували однойменний форт, проте 18 травня 1638 року він був захоплений голландцями. В 1795 році почалася війна між Британією і Батавською республікою. Наприкінці серпня того ж року англійський флот почав бомбардування Баттікалоа, і 18 вересня місто впало. З 1802 року воно входило до складу британської колонії Цейлон. З 1 жовтня 1833 року Баттікалоа входить до складу Східної провінції. З 1948 р — у складі домініону Цейлон, з 1972 р — соціалістичної Шрі-Ланки. 14 листопада 1987 року Східна Провінція отримала правовий статус.

## Населення
За даними перепису 2012 населення округу становить 525 142 особи. 72,61% населення складають ланкійські таміли; 25,49% — ларакалла; 1,17% — сингали; 0,53% — бюргери і 0,21% — інші етнічні групи. 64,55% населення сповідують індуїзм; 25,51% — іслам; 8,82% — християнство і 1,10% — буддизм.